# Betreuerhaftung
Der rechtliche Betreuer haftet für vorsätzlich und fahrlässig verursachte Schäden beim Betreuten, wenn sich dieses als Pflichtverletzung darstellt (§ 1833 i. V. m. § 1908i Abs. 1 BGB). Gegenüber anderen Personen hat der Betreuer grundsätzlich keine Amtspflichten.

## Pflichtverletzungen
Pflichtwidrig handelt der Betreuer, wenn sein Verhalten einer Verletzung der Verpflichtung zu treuer und gewissenhafter Führung der Betreuung darstellt. Eine Pflichtwidrigkeit liegt beispielsweise dann vor, wenn der Betreuer gegen konkret formulierte gesetzliche Bestimmungen verstößt, z. B. seinen Auskunfts-, Berichts- und Rechnungslegungspflichten nicht nachkommt (§ 1839, § 1840 BGB), bei der Geldanlage für den Betreuten Mittel, die zum laufenden Lebensunterhalt nicht benötigt werden, nicht entsprechend § 1807 BGB anlegt und auch keine vormundschaftsgerichtliche Genehmigung zur andersartigen Geldanlage nach § 1811 BGB beantragt, Schenkungen unter Verstoß der § 1804, § 1908 BGB vornimmt, Auflagen des Erblassers oder Schenkers (§ 1803 BGB) oder die Bestimmungen über die Hinterlegung von Wertpapieren (§ 1814, § 1818 BGB) und Sperrung von Konten (§ 1809, § 1815, § 1816 BGB) missachtet oder Gelder des Betreuten mit eigenem vermischt (§ 1805 BGB).
Gegenüber dem Vormund oder Pfleger eines Minderjährigen ist der Betreuer in der Gestaltung seiner Betreuungsführung weniger frei. Er hat sich bei allen Handlungen an den Wünschen des Betreuten zu orientieren (§ 1901 Abs. 2 BGB), sofern solche geäußert werden, wobei es auf die Geschäftsfähigkeit des Betreuten nicht ankommt. Dieses Gebot gilt jedoch nur, wenn diese Wünsche dem Wohl des Betreuten nicht zuwiderlaufen und dem Betreuer zuzumuten sind.
Pflichtwidriges Handeln des Betreuers in diesem Sinne ist z. B. auch dann gegeben, wenn er dem Betreuten gegen dessen Willen und tatsächlichen Möglichkeiten einen sparsamen Lebenszuschnitt aufnötigt. Der Betreuer darf auch nicht die Lebensführung gegen den Wunsch des Betreuten zugunsten der Refinanzierung der Betreuertätigkeit beschneiden.
Pflichtwidrig ist auch das Unterlassen regelmäßiger Kontakte zum Betreuten (§ 1897 Abs. 1 BGB) und der Besprechung für den Betreuten wichtiger Angelegenheiten (§ 1901 Abs. 3 BGB). Die zwangsweise Verbringung des Betreuten in ein offenes Altenpflegeheim soll ebenfalls pflichtwidrig sein, ebenso die Verweigerung des Kontaktes zu näheren Verwandten ohne vernünftigen Grund.
Weitere Beispiele: Verweigerung von Mitteln für Kurmaßnahmen, leichtsinniges Bestreiten einer gerechtfertigten Gläubigerforderung, Ablehnung einer berechtigt erscheinenden Strafverteidigerbestellung trotz Vermögens, Verweigerung finanzieller Mittel für das (anwaltliche) Stellen eines Betreuungsaufhebungsantrags, Anordnung einer Unterbringung nur mit dem Aufgabenkreis Gesundheitsfürsorge.

## Die Schadenersatzansprüche können erhoben werden
- vom Betreuten selbst, sofern er geschäftsfähig ist (ein Einwilligungsvorbehalt dürfte sich naturgemäß nicht auf Ansprüche gegen den Betreuer erstrecken können);
- von einem vom Betreuten Bevollmächtigten (z. B. einem Rechtsanwalt);
- von einem Ergänzungsbetreuer (nach § 1899 Abs. 4 BGB), dessen einziger Aufgabenkreis die Prüfung von etwaigen Pflichtwidrigkeiten und Geltendmachung von Schadenersatzansprüchen beinhaltet;
- von einem später bestellten Betreuer, der mit dem Aufgabenkreis Vermögenssorge auch (noch nicht verjährte) Schadensersatzansprüche gegen einen früheren Betreuer geltend zu machen hat. Dies gilt insbesondere in dem Fall, in welchem der frühere Betreuer wegen Pflichtwidrigkeiten entlassen wurde;
- von den Erben des verstorbenen Betreuten als dessen Rechtsnachfolger.

Dem Betreuer, vor allem dem rechtsunkundigen ehrenamtlichen Betreuer, sind jedoch Erleichterungen zugutezuhalten, die sich aus den besonderen Verhältnissen seines Lebenskreises ergeben. Er darf sich auch grundsätzlich auf einen Rechtsrat des Betreuungsgerichtes gem. § 1837 Abs. 1 BGB verlassen.
Bei einem Berufsbetreuer kann man jedoch in der Regel erwarten, dass er die Rechtsgrundlagen seiner Tätigkeit kennt und ggf. in der Lage ist, sich die für seine Arbeit notwendigen Informationen zu erschließen, ggf. durch Inanspruchnahme der verschiedenen Beratungsmöglichkeiten, aber auch durch Fortbildungen und eigene Literaturrecherche. Außerdem werden beruflichen Betreuern bei Pflichtverletzungen keine Haftungserleichterungen zugutegehalten, die bisweilen rechtlich unerfahrenen ehrenamtlichen Betreuern, z. B. im Umgang mit Sozialleistungsträgern eingeräumt werden.

## Schaden kann auch durch Unterlassen nötiger Handlungen entstehen
Schäden durch Unterlassen können dann zur Haftung führen, wenn der Betreuer zum Schutz des Betreuten hätte handeln müssen. Beispiele wären die Versäumung von Antragsfristen, z. B. bei der freiwilligen Krankenversicherung oder bei der Ausschlagung einer überschuldeten Erbschaft des Betreuten.

## Grundsätzlich keine Pflichten gegenüber Dritten
Der Betreuer hat grundsätzlich nur Pflichten gegenüber dem Betreuten (§ 1901 BGB). Er muss bei seiner Tätigkeit grundsätzlich keine Rücksicht auf die Interessen Dritter (Vermieter, Behörden usw.) nehmen. Allerdings hat der Bundesgerichtshof in einem früheren Urteil entschieden, dass bei Vertragsverhandlungen für besonders gefährliche Betreute Vertragspartnern nicht ein extremes Risiko aufgebürdet werden darf.
Im Sozialhilferecht hat der Betreuer darüber hinaus die sozialrechtlichen Mitwirkungspflichten (§ 60 SGB I). Er muss z. B. Vermögenserwerbe (Schenkungen, Erbschaften) unaufgefordert an den Sozialleistungsträger mitteilen. Er kann unter bestimmten Umständen beim Verschweigen wichtiger Angaben selbst zum Schadensersatz verpflichtet werden (§ 103 SGB XII).
Im Steuerrecht hat der Betreuer mit dem Aufgabenkreis Vermögenssorge die Steuererklärungspflichten des Betreuten (§ 34 Abgabenordnung). Verletzt er diese Pflicht vorsätzlich oder grob fahrlässig, haftet er auch selbst gegenüber dem Finanzamt (§ 69 AO).

## Betreuungsgerichtliche Genehmigung ist keine Haftungsbefreiung
Eine Genehmigung des Betreuungsgerichtes ist keine Befreiung von der Schadensersatzpflicht. Der Betreuer ist weiter für die Rechtmäßigkeit seiner Handlungen verantwortlich.
Die Verjährungsfrist gegenüber dem Betreuten bzw. seinem Erben beträgt 30 Jahre; es besteht zudem eine Verjährungshemmung während laufender Betreuung (§ 197, § 207 BGB).

## Zivil- und strafrechtliche Haftung des Betreuers
Grundlagen: § 1833 i. V. m. § 1908i Abs. 1 BGB, § 14 StGB und § 9 OWiG
Der Betreuer kann für Schäden, die er dem Betreuten verursacht, haftbar gemacht werden. Es empfiehlt sich daher, eine Haftpflichtversicherung für den Betreuer abzuschließen. Das Betreuungsgericht kann den Betreuer verpflichten, eine Haftpflichtversicherung abzuschließen (§ 1837 Abs. 2 BGB).
Ehrenamtliche Betreuer sind in den meisten Bundesländern vom Land bereits versichert (außer Vermögensschäden in NRW). Auch für den Betreuten sollte eine Haftpflichtversicherung abgeschlossen werden, sofern dieser nicht deliktsunfähig (§ 827 BGB) ist. Betreuungsvereine bieten oft kostenlose Versicherungen für Vereinsmitglieder an. Bei Berufsbetreuern gilt es als Voraussetzung für den Berufseinstieg, dass eine Haftpflichtversicherung vorhanden ist.

### Arten der Pflichtverletzung
In der Arbeit des Betreuers kann es zu zahlreichen unterschiedlichen Vorgängen kommen, die Haftungsansprüche auslösen. Es ist wegen der jeweiligen Besonderheiten des Einzelfalles nicht möglich, eine vollständige Aufzählung zu geben. Nachstehend jedoch sollen zumindest Beispielsfälle aufgelistet werden, die bereits in der Rechtsprechung beziehungsweise Literatur entsprechend bewertet wurden.

#### Prozessführung
Haftungsrechtliche Folgen im Rahmen der Führung von Prozessen für den Betreuten können unter anderem ausgelöst werden durch:
- die Führung eines aussichtslosen Prozesses;
- die fehlerhafte Führung eines Prozesses;
- das Versäumen eines Prozesskostenhilfeantrags;
- das Unterlassen einer Klage vor Ablauf der Verjährungsfrist;
- das Unterlassen einer Mitteilung über finanzielle Verpflichtungen des Betreuten infolge verlorener Prozesse.

#### Sozialleistungen und Unterhalt
Im Rahmen der finanziellen Absicherung des Betreuten sind als Pflichtverletzung bejaht worden:
- das Unterlassung der Unterhaltsbeitreibung;
- die zu Unrecht gewährte Unterhaltsstundung;
- die Fristversäumung bei der Stellung eines Renten- oder sonstigen Sozialleistungsantrags.

Das Bundessozialgericht sah es als Pflicht des Betreuers an, sich persönlich um eine freiwillige Weiterversicherung in der Krankenkasse zu kümmern, sofern der Aufgabenkreis Gesundheitssorge besteht. Bei einem verspäteten Rentenantrag wurde anerkannt, dass der Betreuer zunächst auf Wunsch des Betreuten auf den Erfolg von Reha-Maßnahmen vertraut hat.
In der Rechtsprechung wurde festgestellt, dass die Beantragung von Sozialhilfe zur Personensorge, nicht zur Vermögenssorge zählt. Ein Betreuer, der allein die Vermögenssorge innehat, kann daher schon deshalb nicht für eine verspätete Sozialhilfeantragstellung haften. Ähnliche Abgrenzungsprobleme bestehen bei den Unterhaltsansprüchen. Das OLG Zweibrücken sieht sie nicht als Teil des Aufgabenkreises Vermögenssorge an.

#### Allgemeine Vermögenssorge
Im Bereich der Vermögenssorge wurde als Pflichtverletzung bejaht:
- der voreilige Verkauf eines Hausgrundstückes in Zeiten ansteigender Preise;
- die unkritische Übernahme der Bewertung von Grundvermögen;
- die Anlage von Mündelgeld (das für den laufenden Unterhalt nicht benötigt wird) mit einem zu geringen Zinssatz (auf einem Sparbuch mit gesetzlicher Kündigungsfrist anstatt einer Anlage in Schatzbriefen oder ähnlichen Wertpapieren);
- die Geldanlage in ausländischen (unsicheren) Wertpapieren.

Zur Beantwortung der Frage, ob eine Pflichtverletzung im Bereich der Vermögenssorge vorliegt, ist im Allgemeinen das Gesamtverhalten des gesetzlichen Betreuers zu prüfen, einzelne Ausgabeposten dürfen hierbei nicht willkürlich herausgegriffen werden. Bei mangelnder Rechtskenntnis kann der Betreuer verpflichtet sein, Rechtsauskunft beim Betreuungsgericht (§ 1837 Abs. 2 BGB) einzuholen.

#### Wohnraum
Im Bereich der Führung von Betreuungen für Volljährige ist bei der Kündigung von Wohnraum durch einen Betreuer zu beachten, dass diese von der Genehmigung des Betreuungsgerichtes gemäß § 1907 Abs. 1 BGB abhängig ist.
Daher kommt hier eine Haftung für
- die verspätete Einholung der betreuungsgerichtlichen Genehmigung;
- die schuldhafte Verzögerung der Wohnungsauflösung nach der erteilten Genehmigung;
- die pflichtwidrige Aufgabe der Wohnung des Betreuten ohne vorherige betreuungsgerichtliche Genehmigung in Betracht.

Die Weiterführung des Mietverhältnisses des Betreuten kann jedoch auch entgegen einer betreuungsgerichtlichen Genehmigung zur Wohnraumkündigung geboten sein, wenn sie dem Wohl des Betreuten (§ 1901 Abs. 1 BGB) dient, weil sich beispielsweise sein Gesundheitszustand gebessert hat und die Wohnungsaufgabe daher nicht mehr notwendig ist. Hier kann trotz gerichtlicher Genehmigung die Wohnraumkündigung wieder haftungsrechtliche Folgen auslösen, da der Betreuer stets auch selbst alle Rechtshandlungen am Wohl des Betreuten zu orientieren hat. Die betreuungsgerichtliche Genehmigungspflicht gilt nur für vom Betreuten selbst bewohnte Wohnungen.
Des Weiteren wurde ein Betreuer haftungsrechtlich verantwortlich gemacht, weil er nicht rechtzeitig für eine Wohnungskündigung gesorgt hatte. Der Zutritt zur Wohnung des Betreuten selbst kann auch Gegenstand der Auseinandersetzung sein. Nach der Rechtsprechung des Landgericht und OLG Frankfurt am Main kann der Betreuer die Wohnung des Betreuten nicht gegen dessen Willen betreten. Er kann hierzu auch nicht vom Betreuungsgericht ermächtigt werden. Diese Auffassung ist strittig.
Die Wohnungsauflösung selbst kann auch zum schadensersatzbegründenden Tatbestand werden, wenn der Betreuer beispielsweise wertvolle Antiquitäten irrtümlich als Sperrmüll entsorgen lässt oder in Unkenntnis des Schenkungsverbotes (§ 1804, § 1908i Abs. 2 BGB) Einrichtungsgegenstände des Betreuten verschenkt. Im Zweifel sollten Wertgutachten eingeholt, bei der Wohnungsauflösung neutrale Zeugen hinzugezogen und statt Schenkungen gegebenenfalls Leihgaben (gegen Nachweis) vorgenommen werden.

#### Personensorge
Eine Haftung im Bereich der Personensorge ist stets diffiziler als in den anderen Bereichen. In der Regel geht es um Fragen der Heilbehandlung und/oder der freiheitsentziehenden Unterbringung. So entschied beispielsweise der Bundesgerichtshof am 11. Oktober 2000, dass eine Zwangsvorführung zur ambulanten Verabreichung von Medikamenten unzulässig sei. Das LG Oldenburg bezeichnete die Verbringung eines Betreuten in ein offenes Altenpflegeheim gegen seinen Willen als unzulässig. Problematisch ist auch die freiheitsentziehende Unterbringung nur mit dem Aufgabenkreis Gesundheitsfürsorge.
Auch wenn eine für bestimmte Rechtshandlungen erforderliche betreuungsgerichtliche Genehmigung (beispielsweise die Genehmigung zur Kündigung eines Mietverhältnisses über Wohnraum, § 1907 Abs. 1 BGB) durch das Betreuungsgericht erteilt wurde, schließt dies eine Haftung des gesetzlichen Betreuers nicht aus.

## Haftpflichtversicherung
Die Haftung für Schäden nach § 1833 BGB kann eine hohe finanzielle Belastung darstellen. Nach § 1837 Abs. 2 BGB kann das Vormundschaftsgericht den Betreuer verpflichten, eine Vermögensschadenhaftpflichtversicherung abzuschließen. Für ehrenamtliche Betreuer haben allerdings alle Bundesländer eine Sammelhaftpflichtversicherung abgeschlossen, in denen alle Betreuer, die nicht beruflich tätig sind, versichert sind. Hier sind Personen- und Sachschäden bis zu 1 Mio. Euro versichert. Bei Vermögensschäden liegt der Versicherungsschutz jedoch deutlich niedriger. Je nach Bundesland liegt der Versicherungsschutz für Vermögensschäden zwischen 26.000 und 100.000 Euro.
Vereinsbetreuer müssen über § 1908f BGB über ihren Betreuungsverein haftpflichtversichert werden. Behördenbetreuer unterliegen dem Amtshaftungsrecht (§ 839 BGB). Selbstständige Berufsbetreuer sollten sich auf eigene Initiative hin haftpflichtversichern. Die Berufsverbände (BdB und VfB) bieten vergünstigte Konditionen an.

## Strafrechtstatbestände
Straf- und zivilrechtlich macht sich der Betreuer eines Vergehens schuldig, wenn er den Aufgabenkreis der Vermögenssorge hat und Sozialbetrug des Betreuten toleriert. Wenn er nicht diesen Aufgabenkreis hat oder es sich um Straftaten wie den illegalen Drogenbesitz handelt, ist der Betreuer nicht verpflichtet, diesen Umstand zu verhindern. Denn nur schwere Straftaten, angefangen von der Vorbereitung eines Angriffskriegs über Raub und Geldfälschung bis hin zur Bildung terroristischer Vereinigungen müssen angezeigt werden. Dazu sind auch Personen verpflichtet, die der Schweigepflicht unterliegen. Unklar ist, ob der Betreuer strafrechtlich verfolgt werden kann, wenn er in eine Heilbehandlung des Betreuten einwilligt, die als Körperverletzung strafbar ist, da sie gegen den Willen des Betreuten zu Unrecht durchgeführt wurde. Zimmermann vertritt den Standpunkt, dass das Risiko allein bei dem behandelnden Arzt liegt.

### Beispielhafte Fälle
Immer wieder kommt es vor, dass sowohl die Printmedien als auch das Fernsehen von spektakulären Betreuermissbräuchen berichten. Meist geht es dabei um die Veruntreuung von Geldern betreuter Menschen durch ihre Betreuer. Ob allerdings der Berufsstand der Betreuer insgesamt schlechter als andere Berufsstände arbeitet, kann durch solche Einzelfälle weder bewiesen noch entkräftet werden.
Im gesamten norddeutschen Raum machte im Frühjahr 2006 ein Fall Schlagzeilen. Es ging um den Fall einer 68-jährigen Frau, die monatelang psychiatrisch eingewiesen und unter Betreuung gestellt wurde. Ihre Betreuerin hat gegen ihren ausdrücklichen Willen ihr Hausgrundstück in Kummerfeld am Rande von Pinneberg verkauft. Außerdem haben ihre Betreuer gegen ihren Willen, aber in ihrem Namen vor dem Landgericht Berlin durchsetzen wollen, dass keine Namen in der Presse genannt werden dürfen. Die Betreute hatte sich selbst an die Presse gewandt. Das Gericht urteilte gegen die Betreuer schließlich, dass die Namen des Falles in den Medien genannt werden dürfen: die Betreute, der Ort des Grundstücks usw., nicht allerdings die Namen der umstrittenen Betreuer. Dieser Fall wirft grundsätzliche Fragen auf, wie z. B. ob der laut Gesetz sehr wohl zu beachtende Wille des Betreuten zu wenig in der Praxis beachtet wird.

### Bücher
- Dario Arconada, Christine Susanne Rabe: Haftungsfragen im Betreueralltag – Ein Leitfaden, Bundesanzeiger-Verlag, Köln 2014, ISBN 978-3-8462-0440-5
- Horst Deinert, Kay Lütgens, Sybille M. Meier: Die Haftung des Betreuers. Ein Praxishandbuch. 2., überarbeitete Auflage. Bundesanzeiger-Verlag, Köln 2007, ISBN 978-3-89817-594-4.

### Zeitschriftenbeiträge
- Axel Bauer, Judith Knieper: Haftung des Betreuers wegen Verletzung der Aufsichtspflicht. In: Betreuungsrechtliche Praxis. 1998, S. 123–125, online (PDF; 132 kB).
- Michael H. Beck: Die mögliche Haftung des Betreuers bei einer Unterbringung des Betroffenen. In: Betreuungsrechtliche Praxis. 2001, S. 195–197.
- Horst Deinert, Marcus Schreibauer: Haftung und Haftungsübernahme im Betreuungsverhältnis. In: Betreuungsrechtliche Praxis. 1993, S. 185–192.
- Sybille M. Meier: Zur Haftung des Berufsbetreuers. In: Betreuungsrechtliche Praxis. 1999, S. 57–59.
- Karl-Dieter Pardey: Staatshaftung für Vormünder, Pfleger und Betreuer? In: Zeitschrift für das gesamte Familienrecht. 1989, S. 1030–1034.
- Klaus Schreiber: Die Haftung des Vormundes im Spannungsfeld von öffentlichem Recht und Privatrecht. In: Archiv für die civilistische Praxis. Bd. 178, H. 6, 1978, S. 533–550.
- Michael Schulz: Haftung der Anstellungskörperschaften für Behördenbetreuer? In: Betreuungsrechtliche Praxis. 1995, S. 56–58, online (PDF; 182 kB).
- Rudolf Stahl, Thomas Carlé: Die steuerliche Rechtsstellung des Betreuers eines steuerunehrlichen Betreuten und steuerstrafrechtliche Risiken. In: Deutsches Steuerrecht. Bd. 38, Nr. 30, 2000, S. 1254–1248.